# Limonium gougetianum
Limonium gougetianum ist eine Pflanzenart aus der Gattung der Strandflieder (Limonium) in der Familie der Bleiwurzgewächse (Plumbaginaceae).

## Beschreibung
Limonium gougetianum ist eine unbehaarte, leicht raue Pflanze mit Wuchshöhen von 10 bis 20 cm. Die Laubblätter sind 15 bis 30 mm lang, 3 bis 9 mm breit und sind umgekehrt-spatelförmig. Nach vorn sind sie stumpf, sind nur von einer Ader durchzogen und stehen in dichten, grundständigen Rosetten. Nicht blühende Stängel sind meist nicht vorhanden, selten werden ein bis vier gebildet. Die basalen Stängel sind steril. Die Schuppen haben eine Länge von 3 bis 5 mm.
Die Blütenstände bestehen aus geraden, starren Segmenten. Die Ähren sind 1,5 bis 2 cm lang, auf jedem Zentimeter stehen etwa sieben bis neun Teilährchen, die aus zwei Blüten bestehen. Die inneren Tragblätter sind etwa 4 mm lang. Die äußeren Tragblätter überlappen die inneren um etwa 1/4 bis 1/6. Der Kelch ist etwa 4,5 bis 5 mm lang, der Kelchsaum ist etwa 1,5 mal so lang wie die Kelchröhre. Die Krone ist 5 bis 6 mm lang und blass violett.

## Vorkommen
Die Art kommt auf den Balearischen Inseln vor und wächst dort auf Salzmooren.